# Prefectura Preveza
Preveza (greacă Πρέβεζα) este o prefectură greacă, în periferia Epir. Reședința sa este Preveza.

## Municipalități și comunități
| Municipalitate | Cod YPES | Reședință (dacă e diferită) | Cod poștal |
| -------------- | -------- | --------------------------- | ---------- |
| Anogeio        | 4301     | Gorgomylos                  | 482 00     |
| Fanari         | 4308     | Kanallaki                   | 480 62     |
| Filippiada     | 4309     |                             | 482 00     |
| Louros         | 4305     |                             | 480 61     |
| Parga          | 4306     |                             | 480 60     |
| Preveza        | 4307     |                             | 481 00     |
| Thesprotiko    | 4303     |                             | 483 00     |
| Zalongo        | 4302     | Kanali                      | 481 00     |
| Comunitate     | Cod YPES | Reședință (dacă e diferită) | Cod poștal |
| Kranea         | 4304     |                             | 483 00     |